# Viorica Lepădatu
Viorica Lepădatu, född den 6 februari 1967 i Vorniceni i Rumänien, är en rumänsk roddare.
Hon tog OS-silver i fyra utan styrman i samband med de olympiska roddtävlingarna 1992 i Barcelona.